# Tofterup
Tofterup er en by i Sydvestjylland med 670 indbyggere  (2024), beliggende 7 km nord for Agerbæk, 15 km sydvest for Grindsted, 33 km nordøst for Esbjerg og 24 km øst for Varde. Byen hører til Varde Kommune og ligger i Region Syddanmark.
Tofterup hører til Vester Starup Sogn. Vester Starup Kirke ligger i landsbyen Starup 1 km sydvest for Tofterup.

## Faciliteter
Agerbæk-Starup Skoles afdeling i Tofterup ligger i Nørre Starup, som er den bydel, der ligger vest for Tingvejen (rute 30). Afdelingen har 95 elever, fordelt på 0.-6. klassetrin. De kan fortsætte på 7.-9. klassetrin i Agerbæk. Skolen har SFO og klub i begge byer. Agerbæk-Starup Skole har tilsammen 69 ansatte. Starup Børnehave "Holme Å Huset" har plads til 39 børn.
Starup Multihus drives af Starup Idrætsforening, der tilbyder fodbold, gymnastik, badminton, kroket og petanque. 8 km sydvest for Tofterup ligger Fritidscentret Helle Hallen med 3 haller, svømmehal, mødelokaler mv. Centret blev opført midt i Helle Kommune, som Starup Sogn hørte til i 1966-2006. Helle Kommunes plejecenter blev placeret i Tofterup. Det har 45 lejligheder og 8 aflastningsstuer.
Det Gamle Hotel var oprindeligt forsamlingshus. Efter mange år blev det omdannet til hotel med værelser. Efter at have stået tomt et par år er det renoveret og bruges igen som forsamlingshus med selskabslokaler.
Tofterup har en Dagli'Brugs, som i slutningen af 2016 blev flyttet fra Jernbanegade til rundkørslen på primærrute 30. Sydtrafiks linje 144 giver byen busforbindelse med Esbjerg, Agerbæk, Grindsted og Billund.

## Historie
Tofterup var i ældre tid en hedegård. På det høje målebordsblad fra 1800-tallet er Toftrup kun en gård omtrent 3 km øst for Nørre Starup. Det dyrkede areal udgjorde i 1682 68,8 tønder land, skyldsat til 2,13 tønder hartkorn. Starup var en hedelandsby, der bestod af to dele: Nørre Starup nord for Holme Å, bestående af 5 gårde med et samlet dyrket areal på 147,5 tønder land skyldsat til 15,60 tønder hartkorn og Sønder Starup syd for åen, bestående af 3 gårde med et samlet dyrket areal på 65,3 tønder land skyldsat til 10,39 tønder hartkorn. Dyrkningsformen var græsmarksbrug med tægter. Hverken Nørre Starup eller Sønder Starup udgjorde nogen samlet bebyggelse, men bestod snarere af spredte gårde i samme ejerlav. Mellem de to dele af landsbyen lå Starup Kirke lige syd for åen, hvor overgangsstedet fandtes.
I 1904 beskrives Starup og Tofterup således:"Starup (c. 1340: Stathorp), ved Holme Aa delt i Nørre- og Sønder-St., med Kirke, Skole og Andelsmejeri;...Tofterup, Gd." Ifølge målebordsbladet fra slutningen af 1800-tallet lå en kro i Nørre Starup ved vejen nord for åen. På det lave målebordsblad fra 1900-tallet er kroen væk, men i stedet er et forsamlingshus kommet til. I 1915 fik Starup telefoncentral.

### Stationsbyen
Starup fik i 1916 jernbanestation på Diagonalbanen, som i 1920 blev fuldt udbygget mellem Randers og Esbjerg. Stationen lå 1 km øst for Starup og fik ikke dette navn, men blev opkaldt efter gården Tofterup, der ikke så let kunne forveksles med andre lokaliteter i landet.
Diagonalbanen indstillede persontrafikken i 1971, men fortsatte som godsbane mellem Bramming og Grindsted indtil 2012. Godsbanens formål blev at betjene Grindstedværket, så der var ikke ekspedition i Tofterup. "Veterantog Vest" under Dansk Jernbane-Klub anlagde træperroner og kørte veterantog på godsbanen indtil sporet blev lukket. Skinnerne ligger der endnu, men sporet er stedvis tilgroet. Stationsbygningen er bevaret på Jernbanealle 22.

### Folketal
| 1950 | 1955 | 1960 | 1965 |
| ---- | ---- | ---- | ---- |
| 257  | 258  | 283  | 291  |